# Pandora (satèl·lit)
Pandora és un satèl·lit de Saturn descobert el 1980 per la sonda Voyager 1. Físicament, és un cos molt paregut al proper Prometeu. El nom de Pandora prové de la primera dona en la mitologia grega. Junt amb Prometeu, ambdós són satèl·lits pastors de l'anell exterior de Saturn, l'anell F.
Pandora va ser descoberta, junt amb Prometeu, a mitjan 1980 per l'equip d'imatges del Voyager 1. El seu nom temporal va ser S/1980 S 26. La circular IAUC 3532 de la Unió Astronòmica Internacional (UAI) va anunciar el descobriment d'aquestos dos satèl·lits el 25 d'octubre del 1980.
Pandora presenta més cràters que Prometeu i conté almenys dos cràters de 30 km de diàmetre, encara que no té terrenys elevats o valls importants. Donada la seua baixa densitat i elevada albedo, pareix que Pandora és un cos gelat porós. A causa de les poques observacions presents d'estos dos objectes, moltes d'estes dades romanen per ser confirmades.